# صيغة جيلمان-نيشيجيما
تربط صيغة جيلمان-نيشيجيما (تعرف أحيانا باسم صيغة NNG ) العدد الباريوني {\displaystyle B} والغرابة {\displaystyle S} واللف النظائري {\displaystyle I_{3}} للهادرونات بالشحنة الكهربائية {\displaystyle Q}. قدمت هذه الصيغة في البداية من قبل كازوهيكو نيشيجيما و تاداو ناكانو في عام 1953،  مما أدى إلى اقتراح الغرابة كمفهوم، سماه نيشيجيما «الشحنة إيتا» على اسم الميزون ايتا . وفي عام 1956 اقترح موري جيلمان نفس الصيغة بصفة مستقلة . تشمل النسخة الحديثة من صيغة جيلمان-نيشيجيما جميع أعداد كم النكهة: اللف النظائري للكوارك العلوي (
u
) والكوارك السفلي (
d
) والغرابة للكوارك الغريب (
s
) وعدد كم السحر للكوارك الساحر (
c
) والقعرية للكوارك القعري (
b
) وأخيرا القمية للكوارك القمي (
t
) مع العدد الباريوني والشحنة الكهربائية.

## الصيغة الرياضية
النموذج الأصلي للصيغة جيلمان-نيشيجيما يتضمن فقط الكوارك العلوي (
u
)، و الكوارك السفلي (
d
) والغريب (
s
) بالتالى كانت الصيغة الأصلية:
{\displaystyle Q=I_{3}+{\frac {1}{2}}(B+S).\ }
حيث استندت هذه المعادلة في البداية على النتائج التجريبية. ولكن تفهم الآن على أنها نتيجة لنموذج الكوارك . حيث ترتبط الشحنة الكهربائية {\displaystyle Q} لجسيم باللف نظائري {\displaystyle I_{3}} وفرط الشحنة {\displaystyle Y} عبر العلاقة:
{\displaystyle Q=I_{3}+{\frac {1}{2}}Y.\ }
ولكن منذ اكتشاف الكوارك الساحر (
c
)، والكوارك القعري (
b
)، وأخيرا الكوارك القمي (
t
) فقد تم تعميم هذه الصيغة لتأخذ الشكل:
{\displaystyle Q=I_{3}+{\frac {1}{2}}(B+S+C+B^{\prime }+T)}
حيث تصبح بتفكيكها من حيث المحتوى من الكواركات كالآتي:
{\displaystyle Q={\frac {2}{3}}\left[\left(n_{\text{u}}-n_{\bar {\text{u}}}\right)+\left(n_{\text{c}}-n_{\bar {\text{c}}}\right)+\left(n_{\text{t}}-n_{\bar {\text{t}}}\right)\right]-{\frac {1}{3}}\left[\left(n_{\text{d}}-n_{\bar {\text{d}}}\right)+\left(n_{\text{s}}-n_{\bar {\text{s}}}\right)+\left(n_{\text{b}}-n_{\bar {\text{b}}}\right)\right]}
{\displaystyle B={\frac {1}{3}}\left[\left(n_{\text{u}}-n_{\bar {\text{u}}}\right)+\left(n_{\text{c}}-n_{\bar {\text{c}}}\right)+\left(n_{\text{t}}-n_{\bar {\text{t}}}\right)+\left(n_{\text{d}}-n_{\bar {\text{d}}}\right)+\left(n_{\text{s}}-n_{\bar {\text{s}}}\right)+\left(n_{\text{b}}-n_{\bar {\text{b}}}\right)\right]}
{\displaystyle I_{3}={\frac {1}{2}}[(n_{\text{u}}-n_{\bar {\text{u}}})-(n_{\text{d}}-n_{\bar {\text{d}}})]}
{\displaystyle S=-\left(n_{\text{s}}-n_{\bar {\text{s}}}\right);}
{\displaystyle C=+\left(n_{\text{c}}-n_{\bar {\text{c}}}\right);}
{\displaystyle B^{\prime }=-\left(n_{\text{b}}-n_{\bar {\text{b}}}\right);}
{\displaystyle T=+\left(n_{\text{t}}-n_{\bar {\text{t}}}\right)}
معتمدين على الاتفاقية بأن تحمل أعداد كم النكهة (الغرابة، السحر، القعرية والقمية) نفس إشارة الشحنة الكهربائية للكواركات. لذلك، وبما أنّ الكواركات الغريب والسفلي لها شحنة كهربائية سالبة، فإن أعداد كم النكهة تساوي إلى {\displaystyle -1}. وبما أنّ الكواركات الساحر والقمي لها شحنة موجبة، فأعداد كم نكهتها تكون {\displaystyle +1}.